# Барзава (Харгита)
Барзава (рум. Bârzava) насеље је у Румунији у округу Харгита у општини Фрумоаса. Oпштина се налази на надморској висини од 735 m.

## Становништво
Према подацима из 2002. године у насељу је живело 853 становника.

### Попис2002.
| Расподела становништва по националности 2002.‍ | Расподела становништва по националности 2002.‍ | Расподела становништва по националности 2002.‍ | Расподела становништва по националности 2002.‍ | Расподела становништва по националности 2002.‍ |
| --------------------------------------------- | --------------------------------------------- | --------------------------------------------- | --------------------------------------------- | --------------------------------------------- |
|                                               |                                               |                                               |                                               |                                               |
| Румуни                                        | Румуни                                        |                                               | 12                                            | 1,4%                                          |
| Мађари                                        | Мађари                                        |                                               | 841                                           | 98,6%                                         |